# Fatkullinidae
Fatkullinidae zijn een familie van mosdiertjes uit de orde Cheilostomatida en de klasse van de Gymnolaemata. De wetenschappelijke naam ervan is in 2018 voor het eerst geldig gepubliceerd door Grischenko, Gordon & Morozo.

## Geslachten
- Fatkullina Grischenko, Gordon & Taylor, 1998
- Lepralioides Kluge, 1962
- Pachyegis Osburn, 1952
- Stomacrustula Winston & Hayward, 2012